# BE THE VOICE
BE THE VOICE（ビー・ザ・ボイス）は、日本のポップス・音楽ユニットである。

## 概要
1996年、和田と鈴木が多摩美術大学で結成。ユニット名は高橋幸宏が命名。アンプラグドを基に打ち込みを織り交ぜたサウンドが特徴。2003年、キリン発泡酒のCMソングに使用されたシングル「8月のキリン」がブレイクする。その他、CMの音楽も多数制作、多数の著名アーティストの参加等もしている。

## メンバー
- 和田純子（わだじゅんこ）-東京都練馬区出身。ボーカル。作詞・作曲担当。
- 鈴木俊治（すずきしゅんじ）-東京都出身。ギター。編曲担当。

## 経歴
- 1996年、結成。
- 2012年、高橋幸宏 60th Anniversary Liveにて和田が参加。
- 2013年、高橋幸宏 with In Phase Live Tour 2013鈴木がギターで参加。
- 2014年、高橋幸宏 with In Phaseメンバーとして鈴木がフジロックフェスティバルに出演。
- 2015年
  - 1月、和田がテイ・トウワのシングルにボーカルで参加。
  - 5月、カスタムメイドでギフトソングを制作するサービス「名入れソングス」を立ち上げる。
- 2017年、ネトオタ主婦ラッパー「MCヒナマツリ」をプロデュースを手がける。

## 出演

### CM
- リプトン（1998年） - 高橋幸宏と共演。
- アクエリアス ビタミンガード（2010年） - ナレーション。和田のみ。
- シーチキンL（2010年） - ナレーション。和田のみ。
- PAIR（2012年） - 歌で参加。和田のみ。
- キヤノン EOS kiss（2015年） - 歌で参加。和田のみ。

## ディスコグラフィー

### シングル
- 『8月のキリン』コロムビアミュージックエンタテインメント (2003年6月18日)
- 『Before and After』Kattetune(2015年4月21日)
- 『きみのからだ』(2018年3月1日)

### アルバム
- 『BEAUTY SALON』consipio records(1998年9月25日)
- 『SIGN』consipio records (1999年6月25日)
- 『PRIVATE MUSIC』徳間ジャパン (2001年7月25日)
- 『Drawing』コロムビア (2003年8月27日)
- 『EPOCHS』東芝EMI(2005年3月2日)
- 『Sentimental territory soundtrack "HOMEMADE"』BUY (2007年9月1日)
- 『Music & Me』Sony BMG Music Entertainment Korea (2007年12月5日)
- 『Groundscape』Gumbo Groove (2009年7月8日)
- 『Christmas』Gumbo Groove (2009年11月18日)
- 『Tell Me About You Remix w/水の惑星』(2009年11月20日)
- 『Pieces of my life』 (2010年12月15日)
- 『ラブ・シーン Love Scene』Private Music Records (2010年12月15日)
- 『The LOVE』Kattetune (2012年9月22日)
- 『Altogether alone』BE THE VOICE (2013年2月20日)
- 『甘い結末 Amai Ketsumatsu』Private Music Records (2013年9月8日)

## タイアップ
| 年     | 楽曲              | タイアップ内容                                   |
| ------ | ----------------- | ------------------------------------------------ |
| 2010年 | Pieces of my life | ベルメゾン「ベルメゾンネット」コマーシャルソング |
| 2013年 | Ms. Beauty        | Nescafe Korea「Nescafe」コマーシャルソング       |

## ゲーム
- 甘い時間(pop'n mix)
  - 2006月03月2日にコナミより発売のプレイステーション用ソフト 『pop'n music12 いろは』への提供曲。ジャンル名は『スローライフ』。
    - 1999年6月25日発売のアルバム『SIGN』からの提供で、ゲーム向けにアレンジした音源となっている。

- Gymnopedie 009
  - 2009年10月15日発売の家庭用『beatmania IIDX 16 EMPRESS + PREMIUM BEST』の収録曲。ジャンル名は『ボッサ エレクトロ』。
    - エリック・サティのジムノペディ第一番をボッサアレンジにしたボーカル曲。編曲は藤後浩之で、作詞及び歌唱で和田が単独参加している。

- pop'n music Cafe music selection
- pop'n music cafe music espresso
  - ポップンミュージックシリーズの楽曲のカフェミュージックアレンジをテーマとしたコンピレーションアルバムシリーズ。
    - 第1弾でSanaの楽曲「エブリデイ・ラブリデイ」「Miracle Moon 〜お月様が中継局〜」を、第2弾でウッチーズZの楽曲「ボクモ、ワタシモ、ムービースター☆」のカバー版を演奏・歌唱している。